# Sahastata sabaea
Sahastata sabaea is een spinnensoort in de taxonomische indeling van de spleetwevers (Filistatidae).
Het dier behoort tot het geslacht Sahastata. De wetenschappelijke naam van de soort werd voor het eerst geldig gepubliceerd in 1982 door Paolo Marcello Brignoli.